# Heinrich Voigtsberger
Heinrich Paul Hermann Voigtsberger (10 de febrero de 1903 - 17 de marzo de 1959) fue un general alemán (Generalmajor) en la Wehrmacht durante la II Guerra Mundial. Fue condecorado con la Cruz de Caballero de la Cruz de Hierro con Hojas de Roble de la Alemania Nazi. Voigtsberger se rindió a las fuerzas británicas en mayo de 1945 y fue liberado en 1947.

## Condecoraciones
- Cruz de Hierro (1939) 2ª Clase (20 de febrero de 1940) & 1ª Clase (21 de abril de 1941)[1]
- Cruz de Caballero de la Cruz de Hierro con Hojas de Roble
  - Cruz de Caballero el 9 de julio de 1941 como Mayor y comandante del MG-Bataillon 2[2]
  - 351ª Hojas de Roble el 9 de diciembre de 1943 como Oberst y comandante del Grenadier-Regiment 60 (mot.)[3]